# Charles Martin Smith
Charles Martin Smith, född 30 oktober 1953 i Van Nuys i Kalifornien, är en amerikansk skådespelare, manusförfattare och regissör. 

## Filmografi i urval
- 1973 – Sista natten med gänget
- 1973 – Pat Garrett och Billy the Kid
- 1978 – Buddy Holly – en rocklegend
- 1980 – Herbie vild och galen
- 1984 – Starman
- 1987 – De omutbara
- 1989 – Experterna
- 1993 – And the Band Played On
- 1994 – På tal om kärlek
- 1997 – Buffy och vampyrerna, avsnitt Welcome to the Hellmouth (regi)
- 1997 – Air Bud - vilken lirare! (regi)
- 1998 – Deep Impact
- 2003 – The Snow Walker (regi och manus)
- 2007 – Lucky You
- 2011 – Dolphin Tale (regi)